# Johann Heinrich Christian Schubart
Johann Heinrich Christian Schubart (* 28. Februar 1800  in Marburg; † 1. Mai 1885 in Kassel) war ein deutscher klassischer Philologe.

## Leben
Schubart studierte Altertumskunde in Marburg und Heidelberg. 1825 wurde er in Marburg mit einer Dissertation zu den Hyperboreern promoviert. Im gleichen Jahr begann er die Mitarbeit an den Heidelberger Jahrbüchern und 1829 an den Wiener Jahrbüchern. Nach seiner Rückkehr nach Hessen trat er als Sekretär in den Dienst an der Landesbibliothek Kassel. 1834 war er Mitbegründer des „Vereins für hessische Geschichte und Landeskunde“.
Schubart veröffentlichte zahlreiche Beiträge in der Zeitschrift für Alterthumswissenschaft und in Jahn's Jahrbüchern. Zusammen mit Christian Walz gab er 1838/39 eine kritische Pausanias-Ausgabe in drei Bänden heraus.
In der sogenannten Pausanias-Frage ergriff Schubart wiederholt und prominent die Seite seiner Verteidiger: Im Gegensatz zu u. a. Wilamowitz war Schubart davon überzeugt, dass Pausanias seine Beschreibung Griechenlands aus eigener Anschauung und nicht aus Exzerpten von einer älteren Quelle (Polemon von Ilion) angefertigt hatte.

## Werke
- De Hyperboreis (Diss. Marburg 1825). Marburg: Krieger 1825.
- Quaestiones genealogicae historicae in antiquitatem heroicam Graecam. Marburg: Elwert 1832.
- (gem. mit Chr. Walz): Pausaniae descriptio Graeciae. Leipzig: Hahn 1839–1839. 3 Bände.
- Pausaniae descriptio Graeciae. Leipzig: Teubner 1853–1854. 2 Bände.
- Bruchstücke zu einer Methodologie der diplomatischen Kritik. Kassel: Bertram 1855.

- Pausanias: Beschreibung von Griechenland. Stuttgart: Krais und Hoffmann 1859–1860. 6 Hefte in 2 Bänden.